# Husby distrikt
Husby distrikt är ett distrikt i Hedemora kommun och Dalarnas län. Distriktet ligger omkring Långshyttan och Husby i sydöstra Dalarna.

## Tidigare administrativ tillhörighet
Distriktet inrättades 2016 och utgörs av en del av området Hedemora stad omfattade till 1971, delen som före 1967 utgjorde Husby socken.
Området motsvarar den omfattning Husby församling hade vid årsskiftet 1999/2000.

## Tätorter och småorter
I Husby distrikt finns två tätorter och fyra småorter.

### Tätorter
- Husby
- Långshyttan

### Småorter
- Kloster
- Nordviken
- Stjärnsund
- Vikarbyn